# Deutsche Schwimmmeisterschaften 1886
Die 4. Deutschen Meisterschaften im Schwimmen fanden am 7. und 8. August 1886 am Halensee in Grunewald statt, dem heutigen Ortsteil von Berlin. Es wurde eine Strecke von einer englischen Meile (1609 Meter) geschwommen. Sieger wurde Ernst Ritter vom Berliner SV 78 mit einer Zeit von 29:15 Minuten, Zweiter wurde H. Meschke aus Berlin mit einer Zeit von 30:10 Minuten und Dritter wurde M. Lorenz vom Breslauer SwV 85 mit einer Zeit von 31:50 Minuten.
| Disziplin                | Name         | Verein         | Zeit      |
| ------------------------ | ------------ | -------------- | --------- |
| Englische Meile Freistil | Ernst Ritter | Berliner SV 78 | 29:15 min |